# 2312 (roman)
2312 (titre original : 2312) est un roman de science-fiction américain, écrit par Kim Stanley Robinson, publié aux États-Unis en 2012 puis traduit en français et paru le 6 septembre 2017 aux éditions Actes Sud.
Le roman a reçu le prix Nebula du meilleur roman 2012.

## Résumé
Le récit se déroule en l'an 2312, alors que l'humanité a essaimé dans le Système solaire.
Dans la cité Terminateur, située sur Mercure, Swan Er Hong, artiste-designer, est atteinte par le décès soudain de sa belle-grand-mère, Alex, qui exerçait une grande influence sur les citoyens de Mercure et avait de multiples activités occultes. Lors des obsèques, Swan rencontre deux amis d'Alex, Wahram, diplomate saturnien, et Jean Genette, enquêtrice.
Elle découvre ensuite qu'Alex lui a laissé pour mission de transmettre des documents au groupe avec lequel elle travaillait ; Swan se rend pour cela sur Io, lune de Jupiter, puis dans le système saturnien. Elle y retrouve Wahram et Genette.
Par la suite, en compagnie de Wahram, venu la retrouver sur Mercure, elle échappe miraculeusement à la destruction du système qui assure le maintien de la cité Terminateur à la limite entre les deux faces (glaciale et brûlante) de Mercure et assure ainsi sa survie ; la cité est donc condamnée. Swan et Wahram sont conduits à entreprendre un long périple sous la surface de Mercure...

## Thèmes
Les thèmes abordés dans ce roman sont assez habituels pour Kim Stanley Robinson.
- Les préoccupations écologiques avec une Terre ravagée par les changements climatiques et la volonté de restaurer le climat et la biodiversité.
- Des systèmes politiques et économiques différents de ce qu'on connaît, gérés par des ordinateurs quantiques.
- La sociologie et les relations entre personnes. L'altérité avec les différences morphologiques apparaissant entre ceux qui vivent sur Terre et les autres.
- La colonisation du système solaire.
- Les sciences et la technologie.

## Personnages
- Swan Er Hong, architecte de biomes.
- Fitz Wahram, diplomate venant de Titan.
- Jean Genette, une amie proche d'Alex, inspectrice de la police de la Ligue de Mondragon.
- Alex, scientifique et diplomate influente qui décède au début du roman, grand-mère de Swan,
- Mqaret, scientifique et compagnon d'Alex,
- Kiran, un jeune Terrien qui sauve la vie de Swan.

## Éditions
- 2312, Orbit, 23 mai 2012, 576 p.  (ISBN 978-0-316-09812-0)
- 2312, Actes Sud, coll. « Exofictions », 6 septembre 2017, trad. Thierry Arson, 672 p.  (ISBN 978-2-330-07534-7)
- 2312, Actes Sud, coll. « Babel » no 1612, 3 avril 2019, trad. Thierry Arson, 613 p.  (ISBN 978-2-330-11990-4)